# Robert Atwell

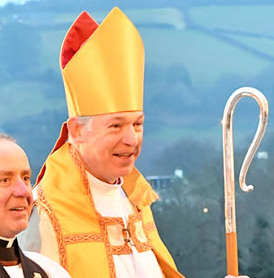
Robert Atwell

Robert Ronald Atwell (* 3. August 1954 in Ilford, Essex) ist ein  anglikanischer Theologe. Er amtierte von 2008 bis 2014 als Bischof von Stockport und von 2014 bis 2023 als Bischof von Exeter.
Zur Vorbereitung auf das Priesteramt studierte Atwell Theologie am St John’s College der University of Durham und am Westcott House Theological College der University of Cambridge. 1979 wurde er als Priester der Church of England ordiniert. Seinen ersten Dienst versah er als Vikar (curate) an der John Keble Church, Mill Hill im London Borough of Barnet, anschließend von 1981 bis 1987 als Kaplan des Trinity College (Cambridge). Danach war er zehn Jahre als ein Mönch im anglikanischen Orden der Benediktiner in der Burford Priory in Burford (Oxfordshire) und zuletzt, vor seiner Ernennung zum Bischof, Vikar an der Londoner St Mary’s Church in Primrose Hill. Dort war er auch als Leiter der Fortbildungseinrichtung für Priester in der Edmonton Aera der Diözese London tätig.
Seine Bischofsweihe zum Suffraganbischof von Stockport erfolgte am 24. Juni 2008 am Sitz der Kirchenprovinz York, dem York Minster, und seine Amtseinführung erfolgte am Sitz seiner übergeordneten Diözese Chester am 27. Juni 2008 in der Chester Cathedral.
Am 21. Januar 2014 wurde seine Ernennung zum Bischof der Diözese Exeter bekannt gegeben. Seine Amtseinführung erfolgte am 5. Juli 2014 in der Kathedrale St. Peter (Exeter). 2021 wurde er als Geistlicher Lord in das House of Lords aufgenommen. Zum 30. September 2023 trat er in den Ruhestand.
Atwell verfasste zahlreiche Bücher über christliche Spiritualität. 
Er ist unverheiratet.

## Titel
- Robert Atwell Esq (1954–1978)
- The Revd Robert Atwell (1978–2008)
- The Rt Revd Robert Atwell (seit 2008)